# هيساشي تاكيدا
هيساشي تاكيدا (باليابانية: 武田久؛ بالكانا: たけだ ひさし) هو لاعب كرة قاعدة ياباني، ولد في 14 أكتوبر 1978 في مدينة توكوشيما في اليابان.

## وصلات خارجية
- هيساشي تاكيدا على موقع الدوري الياباني لكرة القاعدة (الإنجليزية)
- هيساشي تاكيدا على موقعبيزبول رفرنس.كوم (الدوري الثانوي) (الإنجليزية)